# SC Spelle-Venhaus
El SC Spelle-Venhaus es un equipo de fútbol de Alemania que juega en la Oberliga Niedersachsen, la quinta división nacional.

## Historia
Fue fundado el 19 de enero de 1946 en la ciudad de Spelle con el nombre SC Spelle como un equipo multideportivo representado en baloncesto, atletismo, parkour, artes marciales rusas, taekwondo, tenis, tenis de mesa y gimnasia. Es el segundo equipo más grande del distrito de Ermstad con más de 2400 miembros.
Los mejores años del club han sido los de años 2010 cuando logra el ascenso a la Oberliga Niedersachsen en la temporada 2012/13 pero por diversas razones no habían logrado el ascenso hasta que en la temporada 2022/23 logran el ascenso a la Regionalliga Nord por primera vez en su historia.

## Palmarés
- Oberliga Niedersachsen (1): 2023
- Landesliga / Bezirksoberliga Weser-Ems (2): 1988, 2014
- Bezirksliga Weser-Ems (2): 1987, 2012
- Landesliga Weser-Ems (1): 2014
- Bezirksklasse Osnabrück-Mitte (1): 1977